# 乗務員交代
乗務員交代（じょうむいんこうたい、英語: Crew change）は、鉄道やバスなどの交通機関で、運行の途中で乗務員が交代することである。

## 概要
乗務員交代とは、国土交通省および厚生労働省の定める省令、労働基準法及び鉄道事業者・バス事業者・タクシー会社・航空会社・船舶事業者によって定められた規定労働時間を遵守するために、ある区間や時間に応じて乗務員を交代させることである。基本的には、列車等が停車しているときに行われるが、運行中に行われることもある。

## 主な例

### 鉄道
乗務員部署が設置されている最寄り駅での交代。
- 中央線（JR東日本）の豊田駅（豊田乗務区）や立川駅

同一列車において、運行会社が異なる駅での交代。
- 京王線（京王新線）、都営地下鉄新宿線の新宿駅（新線新宿）
- 北陸新幹線の長野駅[1][注釈 1]

同一列車に複数組の乗務員を乗せて走行中に行う例
- 国鉄151系「こだま」
静岡駅を通過していた1962年までは客席の一部を乗務員用に割り当てて安倍川の橋の付近で交替していた。
東海道新幹線でも天竜川の鉄橋の上で行われていた時代があった[2]。
- 近鉄特急
大阪難波駅・大阪上本町駅 - 近鉄名古屋駅を結ぶ名阪甲特急が鶴橋駅 - 近鉄名古屋駅でノンストップ運転を行っていたときは伊勢中川駅付近の中川短絡線を通過するときに減速して乗務員交替を行っていた。2012年3月のダイヤ改定で全列車が津駅に停車するため、現在は津で交替するように改めている[3]。
- ロンドン・アンド・ノース・イースタン鉄道「フライング・スコッツマン」（イギリス）
蒸気機関車時代にロンドン - エディンバラでノンストップ運転を行うためにコリドー・テンダーと呼ばれる通路付きの炭水車を連結、控え番の機関士と機関助士は客車に便乗して走行中に交替していた。蒸気機関車に必要な水は線路に並行して設けられた水路から吸い上げて給水していた。

### バス
路線バスでは始発・終着および営業所最寄りのバス停留所で行われる。長距離を走る高速バスや夜行バスでは停留所やパーキングエリア、道の駅、ドライブインなどで行われる。高速バスや貸切バスでは所定の運行距離を超える場合は2名乗務となるが、高速バスではジェイアールバス関東新城支店のような乗務員の乗り継ぎ拠点を設けてワンマン運転とすることがある。交替地点と営業所や休憩場所への移動は徒歩や業務用の乗用車・自転車を用いたり、同じ時間帯に休憩や出庫・入庫を行う他のバスに便乗したり、発着地や交通事情によっては鉄道や他社の路線バスで移動したりする。

### 航空機
大陸間路線のような長距離の国際線では操縦士を3名以上配置するマルチクルー編成を採ることがある。この場合は巡航中に操縦士の交替が行われ、控え番の操縦士は機内に設置された乗務員専用の休憩室：クルーレストや指定された客席で休憩・待機を行う。副操縦士同士がコンビを組むことを避けるため、必ず一人が機長として操縦するように機長資格を持つ操縦士を編成に2名以上組み込む必要がある。